# Patrice Archetto
Patrice Archetto (ur. 3 grudnia 1972 w Montrealu) – kanadyjski łyżwiarz figurowy, startujący w parach sportowych z Anabelle Langlois. Uczestnik igrzysk olimpijskich (2002), wicemistrz czterech kontynentów (2002), medalista zawodów międzynarodowych oraz wielokrotny medalista mistrzostw Kanady. Zakończył karierę sportową w 2005 roku.

## Osiągnięcia

### Z Anabelle Langlois
| Zawody                           | 97–98          | 98–99          | 99–00          | 00–01          | 01–02          | 02–03          | 03–04          | 04–05          |                |                |                |                |                |                |                |                |                |
| Międzynarodowe                   | Międzynarodowe | Międzynarodowe | Międzynarodowe | Międzynarodowe | Międzynarodowe | Międzynarodowe | Międzynarodowe | Międzynarodowe | Międzynarodowe | Międzynarodowe | Międzynarodowe | Międzynarodowe | Międzynarodowe | Międzynarodowe | Międzynarodowe | Międzynarodowe | Międzynarodowe |
| -------------------------------- | -------------- | -------------- | -------------- | -------------- | -------------- | -------------- | -------------- | -------------- | -------------- | -------------- | -------------- | -------------- | -------------- | -------------- | -------------- | -------------- | -------------- |
| Igrzyska olimpijskie             |                |                |                |                | 12             |                |                |                |                |                |                |                |                |                |                |                |                |
| Mistrzostwa świata               |                |                |                |                | 10             | 5              | 8              |                |                |                |                |                |                |                |                |                |                |
| Mistrzostwa czterech kontynentów |                |                |                | 6              | 2              | 4              | 5              |                |                |                |                |                |                |                |                |                |                |
| GP Finał Grand Prix              |                |                |                |                |                | 6              | 4              |                |                |                |                |                |                |                |                |                |                |
| GP Trophée Lalique               |                |                |                |                |                |                | 4              | WD             |                |                |                |                |                |                |                |                |                |
| GP NHK Trophy                    |                |                |                |                | WD             | 3              | 2              |                |                |                |                |                |                |                |                |                |                |
| GP Skate Canada International    |                |                |                |                | 3              | 3              | 4              | 4              |                |                |                |                |                |                |                |                |                |
| GP Skate America                 |                |                |                |                |                | 2              |                |                |                |                |                |                |                |                |                |                |                |
| Krajowe                          |                |                |                |                |                |                |                |                |                |                |                |                |                |                |                |                |                |
| Mistrzostwa Kanady               | WD             | 9              | 6              | 3              | 3              | 2              | 2              | 3              |                |                |                |                |                |                |                |                |                |